# Osbert z Nortumbrii
Osbert z Nortumbrii, Osberht, Osbriht, Osbryht, Osbyrht, Osbyrhtus (zm. 21 marca 867) – władca anglosaskiego królestwa Nortumbrii w II połowie IX wieku.

## Datowanie
Datowanie panowania Osberta jest bardzo problematyczne. Na podstawie zachowanych źródeł pisanych: kroniki Flores Historiarum Rogera z Wendover oraz kroniki Historia ecclesiae Dunelmensis Symeona z Durham da się określić przybliżone daty jego panowania na 848/849 – 862/863 oraz krótko w 867. Alternatywne datowanie pochodzi ze współczesnej analizy zachowanych numizmatów z Nortumbrii i określa daty jego pierwszego panowania na 862–867.

## Życiorys
Nieznane jest pochodzenie Osberta, ale jest możliwe, że był krewnym Redwulfa, który na krótko władał Nortumbrią w 844 roku. Być może jego bratem był Ella z Nortumbrii.
Osbert został królem Nortumbrii w 848 lub 849 roku, kiedy dotychczasowy władca, Etelred II, został w niejasnych okolicznościach zamordowany. W roku 862 lub 863 został zdetronizowany, ale odzyskał władzę w 867. W 862/63 na tronie zasiadł Ella, określany przez kronikarzy jako uzurpator i tyran. Według relacji Symeona z Durham,  Osbert zdecydował się na próbę odzyskania władzy. Aby sfinansować zbrojnych, zajął ziemie kościelne w Wercewurde (ob. Warkworth) i Tillemuthe (ob. Tillmouth), leżące w północnej części Bernicji. Z kolei Ella sięgnął po nieruchomości położone w dawnej Deirze: Ileclif (ob. Cliffe) oraz Wigeclif (ob. Wycliffe). Nortumbria znalazła się na progu wojny domowej. W tym samym jednak czasie na kraj po raz kolejny najechali wikingowie z wielką armią pod dowództwem Halfdana Ragnarssona i Ivara Ragnarssona, którzy właśnie podbili Królestwo Anglii Wschodniej. W dniu Wszystkich Świętych 866 roku zaatakowali York. Aby stawić opór agresorom, obaj pretendenci do tronu Nortumbrii zdecydowali się zjednoczyć swe siły. Obaj zginęli w bitwie, 21 marca 867 roku, kiedy to wikingom udało się dokonać wyłomu w fortyfikacjach oblężonego Yorku, co umożliwiło im opanowanie miasta.
Po tej bitwie Nortumbria utraciła swą suwerenność i została podzielona: dawna Deira przeszła w ręce zwycięskich Normanów, zaś w Bernicji pozostawili oni marionetkowych lokalnych władców, którzy do 895 roku posiadali tytuł króla Nortumbrii, a później króla Yorku i eldormana Yorku (od 927).